# Championnats des Émirats arabes unis de cyclisme sur route
Les championnats des Émirats arabes unis de cyclisme sur route sont organisés annuellement depuis 2006.

## Hommes

### Podiums de la course en ligne
| Année | Vainqueur                   | Deuxième                    | Troisième                   |
| ----- | --------------------------- | --------------------------- | --------------------------- |
| 2006  | Khalid Ali Balloshi Shambih | Saeed Ahmed Ali             | Omer Al Mansouri            |
| 2007  | Saeed Ahmed Ali             | Khalid Ali Balloshi Shambih | Badr Mirza                  |
| 2008  | Khalid Ali Balloshi Shambih | Mohamed Al Murawwi          | Yousif Mirza                |
| 2009  | Mohammed Al Murawwi         | Yousif Mirza                | Khalid Ali Balloshi Shambih |
| 2010  | Yousif Mirza                | Majid Al Balushi            | Ali Al Hassani              |
| 2011  | Badr Mirza                  | Marwan Ghulam               | Khamis Al Naqbi             |
| 2012  | Badr Mirza                  | Yousif Mirza                | Essa Kahlifa                |
| 2013  | Yousif Mirza                | Badr Mirza                  | Ali Al Hassani              |
| 2014  | Yousif Mirza                | Ahmed Al Mansoori           | Khalid Al Balushi           |
| 2015  | Yousif Mirza                | Badr Mirza                  | Ahmed Ali Thani             |
| 2016  | Yousif Mirza                | Ahmed Al Mansoori           | Ali Al Hassani              |
| 2017  | Yousif Mirza                | Ali Al Hassani              | Ahmed Al Mansoori           |
| 2018  | Yousif Mirza                | Ahmed Al Mansoori           | Jaber Al Mansoori           |
| 2019  | Yousif Mirza                | Saif Al Kaabi               | Nasser Almemari             |
| 2020  | Pas de compétition          | Pas de compétition          | Pas de compétition          |
| 2021  | Yousif Mirza                | Ahmed Al Mansoori           | Khalid Mayouf               |
| 2022  | Yousif Mirza                | Ahmed Al Mansoori           | Saif Al Kaabi               |
| 2023  | Ahmed Al Mansoori           | Abdullrahman Alblooshi      | Ali Al Hassani              |
| 2024  | Khalid Mayouf               | Soudir Shir Mohamad Talal   | Waleed Alnaqbi              |
| 2025  | Mohammad Alsabbagh          | Ali Alsabbagh               | Sultan Alhammadi            |

Multi-titrés
- 10 : Yousif Mirza
- 2 : Badr Mirza

### Podiums du contre-la-montre
| Année | Vainqueur            | Deuxième                    | Troisième                   |
| ----- | -------------------- | --------------------------- | --------------------------- |
| 2006  | Humaid Al Sabbagh    | Badr Mirza                  | Murad Obaid                 |
| 2007  | Humaid Al Sabbagh    | Badr Mirza                  | Khalid Ali Balloshi Shambih |
| 2008  | Badr Mirza           | Humaid Al Sabbagh           | Yousif Mirza                |
| 2009  | Badr Mirza           | Khalid Ali Balloshi Shambih | Mohamed Al Murawwi          |
| 2010  |                      |                             |                             |
| 2011  | Yousif Mirza         | Badr Mirza                  | Ahmed Ali Thani             |
| 2012  | Yousif Mirza         | Badr Mirza                  | Omer Al Mansoori            |
| 2013  | Mohamed Al Murawwi   | Yousif Mirza                | Jaber Al Mansoori           |
| 2014  | Yousif Mirza         | Mohammed Al Murawwi         | Ahmed Al Mansoori           |
| 2015  | Badr Mirza           | Mohammed Al Murawwi         | Yousif Mirza                |
| 2016  | Yousif Mirza         | Ahmed Al Mansoori           | Mohammed Al Murawwi         |
| 2017  | Yousif Mirza         | Mohammed Al Murawwi         | Badr Mirza                  |
| 2018  | Yousif Mirza         | Mohammed Al Murawwi         | Ahmed Al Mansoori           |
| 2019  | Yousif Mirza         | Jaber Al Mansoori           | Ahmed Al Mansoori           |
| 2020  | Pas de compétition   | Pas de compétition          | Pas de compétition          |
| 2021  | Yousif Mirza         | Ahmed Al Mansoori           | Jassim Al Qambar            |
| 2022  | Yousif Mirza         | Saif Al Kaabi               | Waleed Al Naqbi             |
| 2023  | Saif Al Kaabi        | Ahmed Almarri               | Jaber Al Mansoori           |
| 2024  | Abdulla Alhammadi    | Saif Al Kaabi               | Khalid Mayouf               |
| 2025  | Abdulla Jasim Al-Ali | Rashid Alblooshi            | Waleed Alnaqbi              |

Multi-titrés
- 8 : Yousif Mirza
- 3 : Badr Mirza
- 2 : Humaid Al Sabbagh

## Femmes

### Podiums de la course en ligne
| Année     | Vainqueur          | Deuxième           | Troisième          |
| --------- | ------------------ | ------------------ | ------------------ |
| 2019      | Safia Al Sayegh    | Tarfa Bamere       | Khuloud Aldhaheri  |
| 2020-2021 | Pas de compétition | Pas de compétition | Pas de compétition |
| 2022      | Safia Al Sayegh    | Shaikha Rashed     | Zahra Hussain      |
| 2023      | Safia Al Sayegh    | Shaikha Rashed     | Farah Al Marri     |
| 2024      | Safia Al Sayegh    | Farah Al Marri     | Zahra Hussain      |
| 2025      | Safia Al Sayegh    | Marwa Kahwar       | Farah Al Marri     |

Multi-titrées
- 5 :  Safia Al Sayegh

### Podiums du contre-la-montre
| Année     | Vainqueur          | Deuxième           | Troisième          |
| --------- | ------------------ | ------------------ | ------------------ |
| 2019      | Safia Al Sayegh    | Tarfa Bamere       | Khuloud Aldhaheri  |
| 2020-2021 | Pas de compétition | Pas de compétition | Pas de compétition |
| 2022      | Safia Al Sayegh    | Zahra Hussain      |                    |
| 2023      | Safia Al Sayegh    | Zahra Hussain      | Shaikha Rashed     |
| 2024      | Safia Al Sayegh    | Zahra Hussain      |                    |
| 2025      | Safia Al Sayegh    | Farah Al Marri     | Marwa Kahwar       |

Multi-titrées
- 5 :  Safia Al Sayegh

## Espoirs Hommes

### Podiums de la course en ligne
| Année | Vainqueur            | Deuxième             | Troisième          |
| ----- | -------------------- | -------------------- | ------------------ |
| 2022  | Mohammad Al Mutaiwei | Ali Alsabbagh        | Slayem Nasser      |
| 2023  | Hamdan Ahmad         | Abdulla Jasim Al-Ali | Ali Alsabbagh      |
| 2024  | Mohammad Al Mutaiwei | Abdulla Jasim Al-Ali | Abdulaziz Alhajeri |
| 2025  | Mohammad Al Mutaiwei | Abdulaziz Alhajeri   | Mohammed Alaleeli  |

Multi-titrés
- 2 : Mohammad Al Mutaiwei

### Podiums du contre-la-montre
| Année | Vainqueur            | Deuxième          | Troisième          |
| ----- | -------------------- | ----------------- | ------------------ |
| 2022  | Mohammad Al Mutaiwei | Abdulla Alhammadi | Abdulaziz Alhajeri |
| 2023  | Abdulla Jasim Al-Ali | Hamdan Ahmad      | Zayd Alobeidli     |
| 2024  | Abdulla Jasim Al-Ali | Hamdan Ahmad      | Yousef Alshehhi    |
| 2025  | Mohammad Al Mutaiwei | Khalid Alnuaimi   | Abdulaziz Alhajeri |

Multi-titrés
- 2 : Abdulla Jasim Al-Ali